# エゾノコリンゴ
エゾノコリンゴ（蝦夷子林檎、学名：Malus baccata var. mandshurica）は、バラ科リンゴ属の落葉小高木である。

## 概要
エゾノコリンゴは、海岸から山地に生える木で、高さは8メートルから10メートル程になり、桜のように木全体が花で覆われる。枝分かれが多く、若枝には軟毛がある。小枝の先の散形状花序に、直径3センチ前後の白色の花をつける。葉は互生し、楕円形で、先が尖っており、縁に細かい鋸歯がある。木の材質は重くて固く、割れづらい。よって斧、鍬などの柄に用いられる。樹皮は灰褐色で成木では縦に裂ける。主に本州中部以北、北海道、サハリンや朝鮮半島、中国東北部、ウスリー地方に分布する。エゾノコリンゴによく似た植物としてはズミが挙げられる。

### 花
蕾は白色から淡紅色であり、花びらとがくはそれぞれ5個である。開花時期は5~6月になる。

### 果実
果実は0.8~1cmほど。食べることができ、酸味が強い。種は偽果の中に数個含まれる。通常のリンゴよりは苦味や渋味もある。皮は普通のりんごと同じくらい厚い。6~7月頃に実ができはじめ、9~10月頃に実ができる。

## 名前の由来
似ている植物のズミの別名「コリンゴ」に似ていて、北海道(蝦夷地)に自生することからエゾノコリンゴとなった。また、漢字で書くと蝦夷子林檎となる。別名として、ヒロハオオズミ、マンシュウズミ、サンナシ、ヤマナシ等。それぞれズミと比べ葉が大きいことや自生している地域、果実の味などで決められている。
アイヌ語では果実を「セタㇻ（setar）」と呼び、樹木それ自体は「木」を表す「ニ（ni）」をつけ、「セタンニ（setanni）」、「セタニ（setani）」や「セタイニ（setayni）」といった形で呼ぶ。また、果実自体も語の成立経緯が忘れられたことで「セタンニエプイ（setanni-epuy）」（セタンニの・果実）と呼ばれることがある。

## 栽培
日当たりと水はけ、通気性がよく肥沃な場所を好む。耐寒性、耐雪性、耐潮性を持つ。移植の難易度は中程度。萌芽力があり、強せん定もできる。乾燥する場所や強い西日が当たるようなところは避けるべき。肥料は寒肥として有機肥料を施す他、花後にお札肥を与える。病虫害としては赤星病、うどんこ病、ハマキムシ、アブラムシ等がある。日本で栽植・展示しているのは、地方独立行政法人青森県産業技術センターりんご研究所（旧・青森県りんご試験場）前庭と、弘前市りんご公園が代表的。他にも、東北地方では公園などで見かけることがある。

## 利用
ジャムなどに加工することがある。
アイヌも実を食用としたほか、樺太アイヌは樹皮を洗髪に用いた。

## 伝承
屈斜路アイヌの伝承に、エゾノコリンゴの花が多く咲く年はサケが豊漁である、というものがある。また、美幌アイヌの伝承として、山で熊穴の所有権を争うような場合、「セタンニシトゥ（setanni-situ）」（セタンニの・こん棒）と称する、急ごしらえの決闘用のこん棒を作ったことが叙事詩のなかで語られている。
また、遠軽町瀬戸瀬など、アイヌ語名に由来するとされる地名も残っている。